# Флешка-2GB
«Флешка-2GB»  — книга українського письменника Юрка Іздрика; видана 2009 року видавництвом «Грані-Т» у рамках книжкової серії «De profundis».

## Опис книги
Під цією майже чорною обкладинкою ховається збірка есеїв одного з найконцептуальніших письменників-модерністів сучасної української літератури. Тож якщо четвер для вас не лише один із семи днів тижня – ця книга саме для вас.
Коментар автора щодо книги:
|  | Найбільшою перепоною для написання цього тексту була необхідність вирішити: давати справжнє прізвище поета, про якого йтиметься, вигадувати напівпрозоре псевдо чи демонстративно обізвати героя паном Х. З огляду на дедлайн і власну нерішучість, я зупинився на половинчастому варіанті, тож розповім історію про «поета Л». Кожен, хто хоч кілька разів зазирав у браму з написом «Сучасна українська поезія», однаково впізнає його, натомість ті, хто зазирає лише у вікна «Дому-2» (чи будинку навпроти), обійдуться без паспортних подробиць вітчизняної літератури: оно в інтернеті то «Клочкова зняла труси», то «Кличко приміряв бюстгальтер» – фанатикам чужої білизни є де розвернутися. Отже, буде історія про поета Л. та його демонів. Себто про демонів узагалі. Це лише бог у кожного свій. Демони ж у всіх нас спільні... |

## Нагороди
- 2010 — ІІІ місце у номінації «Документалістика» в  рамках конкурсу «Найкраща українська книга - 2010»  від журналу «Кореспондент»[3].

## Видання
- 2009 рік — видавництво «Грані-Т».